# Les Fourgs
Les Fourgs è un comune francese di 1 221 abitanti situato nel dipartimento del Doubs nella regione della Borgogna-Franca Contea.

## Società

### Evoluzione demografica
Abitanti censiti